# Рендолф (Юта)
Рендолф (англ. Randolph) — місто (англ. town) в США, в окрузі Рич штату Юта. Населення — 467 осіб (2020).

## Географія
Рендолф розташований за координатами 41°39′51″ пн. ш. 111°11′6″ зх. д. / 41.66417° пн. ш. 111.18500° зх. д. (41.664238, -111.184957).  За даними Бюро перепису населення США в 2010 році місто мало площу 2,69 км², уся площа — суходіл.

### Клімат
| Клімат : Рендолф        | Клімат : Рендолф | Клімат : Рендолф | Клімат : Рендолф | Клімат : Рендолф | Клімат : Рендолф | Клімат : Рендолф | Клімат : Рендолф | Клімат : Рендолф | Клімат : Рендолф | Клімат : Рендолф | Клімат : Рендолф | Клімат : Рендолф | Клімат : Рендолф |
| Показник                | Січ.             | Лют.             | Бер.             | Квіт.            | Трав.            | Черв.            | Лип.             | Серп.            | Вер.             | Жовт.            | Лист.            | Груд.            | Рік              |
| Середній максимум, °C   | −2,5             | −0,9             | 5,4              | 11,3             | 16,8             | 22,4             | 27,5             | 26,6             | 21,1             | 14,2             | 4,7              | −2,3             | 12,1             |
| Середня температура, °C | −9,3             | −7,9             | −1,4             | 3,6              | 8,6              | 13,4             | 17,4             | 16,2             | 11,1             | 4,8              | −2,4             | −8,8             | 3,8              |
| Середній мінімум, °C    | −16,2            | −14,8            | −8,2             | −4,1             | 0,3              | 4,3              | 7,3              | 5,8              | 1,1              | −4,4             | −9,7             | −15,2            | −4,4             |
| Норма опадів, мм        | 22               | 23               | 22               | 33               | 43               | 31               | 23               | 30               | 37               | 30               | 27               | 24               | 345              |
| ----------------------- | ---------------- | ---------------- | ---------------- | ---------------- | ---------------- | ---------------- | ---------------- | ---------------- | ---------------- | ---------------- | ---------------- | ---------------- | ---------------- |
| Джерело: NOAA           |                  |                  |                  |                  |                  |                  |                  |                  |                  |                  |                  |                  |                  |

## Демографія
Згідно з переписом 2010 року, у місті мешкали 464 особи в 156 домогосподарствах у складі 122 родин. Густота населення становила 173 особи/км².  Було 207 помешкань (77/км²).
Расовий склад населення:
| - 93,8 % — білих - 3,0 % — корінних американців - 0,2 % — азіатів |

До двох чи більше рас належало 2,2 %. Частка іспаномовних становила 2,6 % від усіх жителів.
За віковим діапазоном населення розподілялося таким чином: 33,8 % — особи молодші 18 років, 54,1 % — особи у віці 18—64 років, 12,1 % — особи у віці 65 років та старші. Медіана віку мешканця становила 32,6 року. На 100 осіб жіночої статі у місті припадало 93,3 чоловіків;  на 100 жінок у віці від 18 років та старших — 100,7 чоловіків також старших 18 років.
Середній дохід на одне домашнє господарство  становив 61 942 долари США (медіана — 54 375), а середній дохід на одну сім'ю — 73 200 доларів (медіана — 66 250). За межею бідності перебувало 9,4 % осіб, у тому числі 14,1 % дітей у віці до 18 років та 7,1 % осіб у віці 65 років та старших.
Цивільне працевлаштоване населення становило 205 осіб. Основні галузі зайнятості: сільське господарство, лісництво, риболовля — 22,9 %, освіта, охорона здоров'я та соціальна допомога — 20,0 %, будівництво — 8,8 %, роздрібна торгівля — 7,8 %.